# Tenente Ananias
Tenente Ananias este un oraș în Rio Grande do Norte (RN), Brazilia.